# Utricularia arcuata
Utricularia arcuata este o specie de plante carnivore din genul Utricularia, familia Lentibulariaceae, ordinul Lamiales, descrisă de Robert Wight. Conform Catalogue of Life specia Utricularia arcuata nu are subspecii cunoscute.